# بنزو(c)ثيوفين
بنزو (c) ثيوفين (بالإنجليزية : Benzo(c)thiophene) هو مركب عضوي صيغته الكيميائية C8H6S .